# Kabinett Mario Frick II
Das Kabinett Mario Frick II war vom 9. April 1997 bis zum 5. April 2001 die 19. amtierende Regierung des Fürstentums Liechtenstein unter Vorsitz von Mario Frick in seiner zweiten Amtszeit als Regierungschef.
Nach der Landtagswahl am 2. Februar 1997 bildete die Vaterländische Union (VU) eine Alleinregierung, die im Landtag des Fürstentums Liechtenstein 13 der insgesamt 25 Sitze einnahm.
Für nach dem 18. März 1965 gebildete Regierungen gilt gemäss Artikel 79 der Verfassung des Fürstentums Liechtenstein, dass sie stets fünfköpfige Kollegialregierungen sind, bestehend aus einem Regierungschef als primus inter pares und vier Regierungsräten, von denen einer zum Regierungschef-Stellvertreter bestimmt wird. Aus jedem der beiden Landschaften Oberland und Unterland müssen wenigstens zwei Regierungsmitglieder kommen. Ernannt und entlassen werden sie vom Landesfürsten, die reguläre Amtsperiode beträgt vier Jahre.
Zum Teil durch den Beitritt zum Europäischen Wirtschaftsraum (EWR) 1995 begründet, kam es in der Amtszeit des Kabinetts zu Privatisierungen im Telekommunikationsbereich, bei der Post (Kündigung des Postvertrags mit der Schweiz 1999, Gründung der liechtensteinischen Post AG), im Gesundheitswesen, bei Versicherungen und freien Berufen (Ärzte, Architekten, Rechtsanwälte). Im Zuge der liechtensteinischen Finanzplatzkrise 1999–2000 wurde die Sorgfaltspflichtgesetzgebung verschärft und eine staatliche Stelle zur Bekämpfung der Geldwäscherei eingerichtet.

## Kabinettsmitglieder
|                               | Bild                                         | Name           | Amtszeit                      | Landschaft | Ressort                                                           |
| Regierungschef                |                                              |                |                               |            |                                                                   |
|                               | Regierungschef Mario Frick                   | Mario Frick    | 9. April 1997 – 5. April 2001 | Oberland   | - Präsidium - Finanzen - Bauwesen - Familie und Chancengleichheit |
| Regierungschef-Stellvertreter |                                              |                |                               |            |                                                                   |
|                               | Regierungschef-Stellvertreter Michael Ritter | Michael Ritter | 9. April 1997 – 5. April 2001 | Unterland  | - Wirtschaft - Gesundheit und Soziales - Inneres                  |
| Regierungsräte                |                                              |                |                               |            |                                                                   |
|                               | Regierungsrätin Andrea Willi                 | Andrea Willi   | 9. April 1997 – 5. April 2001 | Oberland   | - Äusseres - Kultur und Sport - Familie und Gleichberechtigung    |
|                               | Regierungsrat Heinz Frommelt                 | Heinz Frommelt | 9. April 1997 – 5. April 2001 | Oberland   | - Justiz                                                          |
|                               | Regierungsrat Norbert Marxer                 | Norbert Marxer | 9. April 1997 – 5. April 2001 | Unterland  | - Bildungswesen - Umwelt und Verkehr                              |